# Holdfogyatkozás

A holdfogyatkozás geometriája
(nem méretarányos)

A holdfogyatkozás csillagászati jelenség, amelynek során a Hold részben vagy egészen a Föld árnyékába kerül. Akkor jön létre, ha a Föld a Nap és a Hold között van, és a Föld árnyéka vagy félárnyéka a Holdra vetül. A fogyatkozás akkor lehetséges, ha a Hold oppozíció, másképpen mondva telihold fázis közelében tartózkodik.
Nem parallaktikus jelenség, azaz a Földről és az űrből is mindenhonnan látható, ahonnan a Hold éppen akkor látható.
A legfeltűnőbb égi jelenségek közé tartozik, hiszen szabad szemmel is jól látható az égbolton. Korábban a történelemben baljós jelként tartották számon, egyes népeknél egyenesen rettegtek tőle. Az ókorban a csillagász papok tartották számon a Hold fény-árnyék változásait, például Mezopotámiában a hónapok számlálása a hold-perióduson, amely 29,5 nap, alapult.

## A fogyatkozás típusai
- A teljes holdfogyatkozás során a Hold teljesen a Föld árnyékába kerül. Ilyenkor azonban mégsem sötétedik el teljesen a holdkorong, hanem fénye narancsvörösre változik amiatt, hogy a földi légkörön szóródó fény halvány derengést teremt a teljes sötétség helyett.

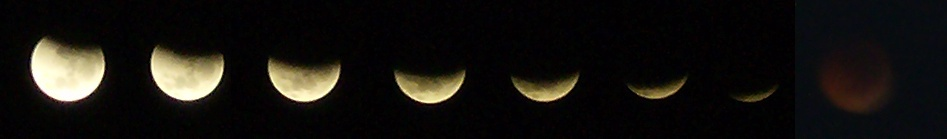
A holdfogyatkozás fázisai

- Részleges holdfogyatkozásról beszélünk, ha a Hold csak részben lép be a Föld árnyékának belső részébe, az umbrába (lásd jobboldalt a képen). Ilyenkor a Föld szürke árnyékot vet a Hold felszínének egy részére.
- A külső árnyék (vagy penumbra) az a térrész, ahol a Föld a Nap fényének csak egy részét takarja ki. 
  - A teljes penumbrális fogyatkozás esetén a Hold a penumbrán úgy halad át, hogy a teljes felülete bekerül ebbe a félárnyékos részbe, de nem lép be az umbrába.

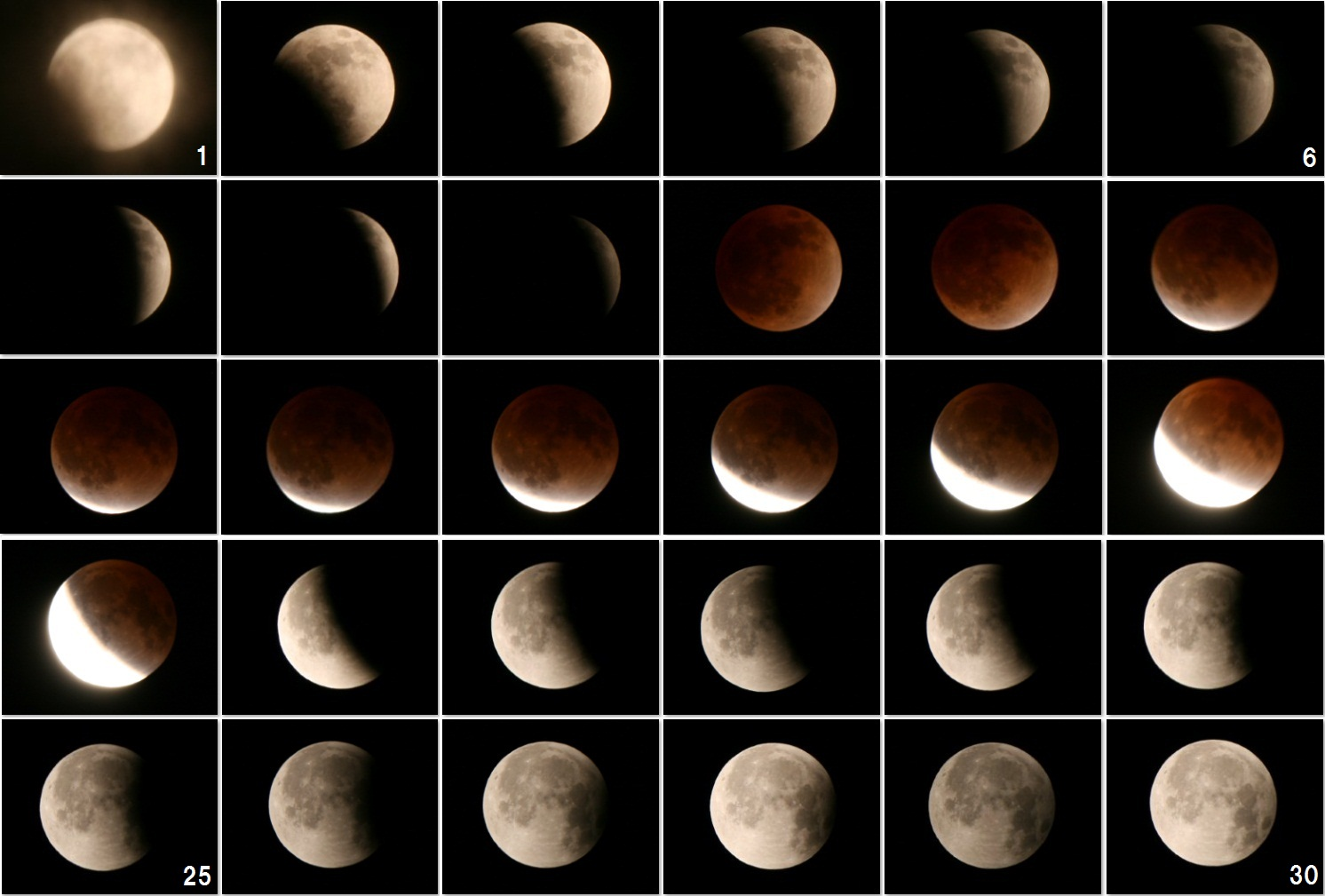
A teljes holdfogyatkozás fázisai
Japán, 2011 december

- - A részleges penumbrális fogyatkozás az, amikor a Hold csak az árnyék külső részébe lép be, ám a felszínét ekkor sem takarja el teljesen a penumbra. Ez a jelenség nem túl látványos, hisz alig változik a Hold fénye, néhány esetben a visszavert fény kissé sárgás színt kap a megfigyelések szerint.[3]

|  |  |  |  |  |  |  |  |  |

## Kék Hold
A kék Hold (angolul Blue Moon) azt jelenti, hogy egy adott hónapban kétszer van telihold. A Hold színéhez az elnevezésnek nincs köze.
Mivel a holdfázisok gyakorlatilag bármely dátumra pontosan kiszámíthatók, meghatározható az is, hogy mikor volt, illetve mikor lesz kék Hold. A számítás során figyelembe kell venni az időzónát is.
| Kék Hold        | Hónapon belüli első időpont  | Hónapon belüli második időpont   |
| --------------- | ---------------------------- | -------------------------------- |
| 2023. augusztus | augusztus 1., kedd 20:33:26  | augusztus 31., csütörtök 3:37:05 |
| 2026. május     | május 1., péntek 19:24:43    | május 31., vasárnap 10:46:46     |
| 2028. december  | december 2., szombat 2:41:40 | december 31., vasárnap 17:49:45  |

## Vérhold

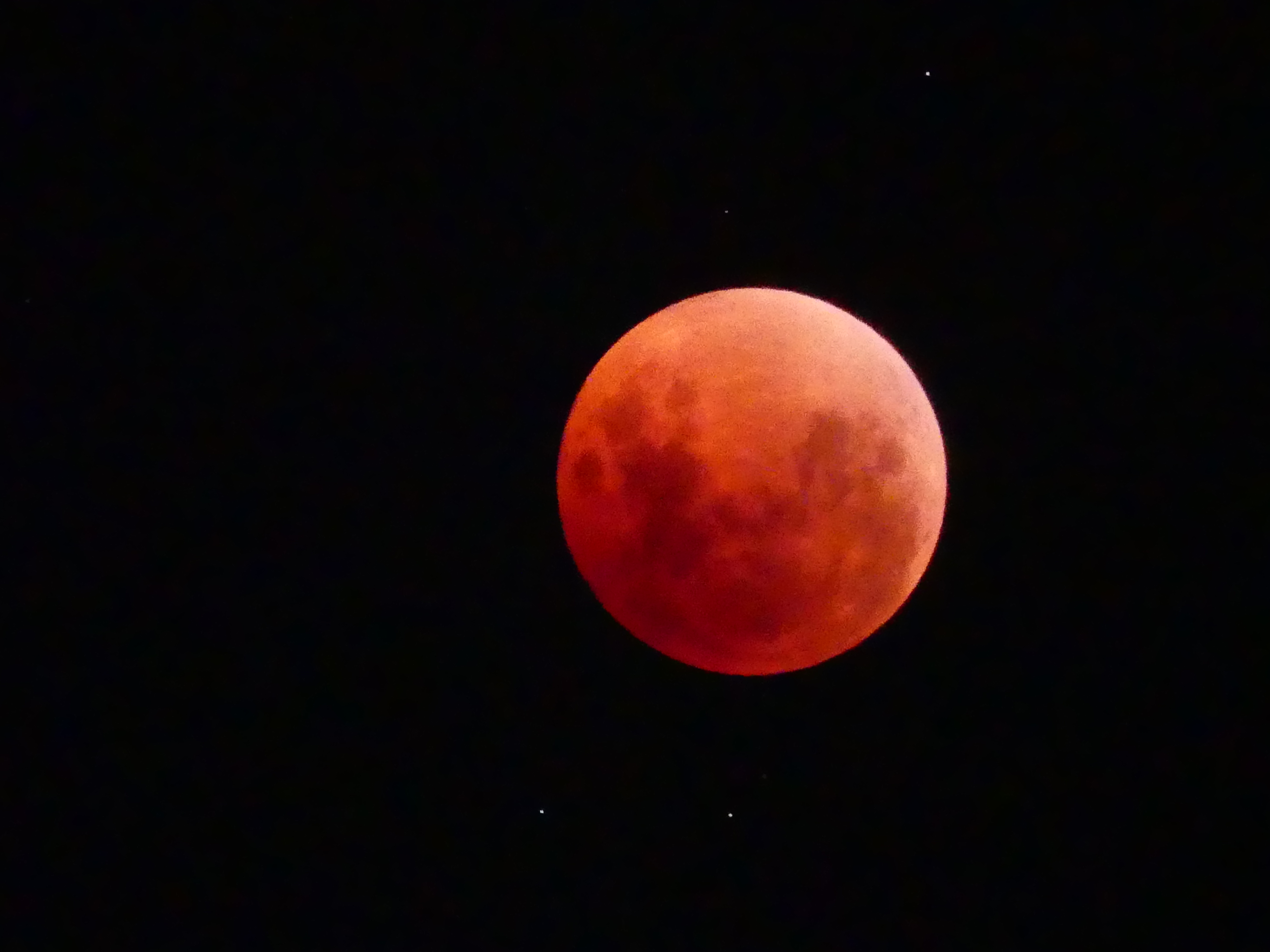
Vérhold 2018 januárjában Ausztráliában

A vérhold, vörös Hold (angolul Blood Moon) jelenség holdfogyatkozáskor lép fel, az ilyenkor barnás-narancsos színben pompázó Holdra utal.